# 默斯特卡尼鄉
45°47′N 28°02′E / 45.783°N 28.033°E
默斯特卡尼鄉（羅馬尼亞語：Comuna Măstăcani, Galați），是羅馬尼亞的鄉份，位於該國東部，由加拉茨縣負責管轄，面積65平方公里，海拔高度23米，2007年人口5,148，人口密度每平方公里79人。